# Старий Конецполь
Старий Конецполь (пол. Stary Koniecpol) — село в Польщі, у гміні Конецполь Ченстоховського повіту Сілезького воєводства.
Населення — 651 особа (2011).
У 1975-1998 роках село належало до Ченстоховського воєводства.

## Демографія
Демографічна структура станом на 31 березня 2011 року:
|          | Загалом | Допрацездатний вік | Працездатний вік | Постпрацездатний вік |
| -------- | ------- | ------------------ | ---------------- | -------------------- |
| Чоловіки | 338     | 60                 | 243              | 35                   |
| Жінки    | 313     | 55                 | 186              | 72                   |
| Разом    | 651     | 115                | 429              | 107                  |